# Rosa Brítez
Rosa Brítez (Itá, 1941. április 9. – Itauguá, 2017. december 20.) paraguayi fazekas- és keramikusművész. Leginkább egyedi stílusú fekete kerámiáiról ismert, gyakran nevezik La Ceramista de Américának, azaz „Amerika keramikusának”.

## Élete és művészete
1941-ben született Itában. Hat éves volt, amikor elvesztette édesanyját; ettől kezdve egyik nagynénjénél, egy kézművescsaládban nevelkedett. Csak az általános iskola első három osztályát járta ki, majd kilenc évesen elkezdett fazekassággal foglalkozni. Kezdetben egyszerű tálakat, tányérokat és korsókat formázott meg, később egyre bonyolultabb és egyedibb alkotásai születtek. Megjelentek a Nap- és Holdmotívumokkal díszített falitálai, a falusi emberek alakjai és vidéki élethelyzetek, szülővárosának legfontosabb fesztiváljának, a Szent Balázs-napi körmenetnek a jelenetei, tipikus paraguayi állatok (köztük a matakó), illetve legnagyobb figyelmet felkeltő alkotásai, az egyesek által Kámaszútra-sorozatnak nevezett kis szobrai, amelyek szerelmespárokat ábrázolnak különféle szexuális pózokban. Ez nem csak az egyház ízlésének nem felelt meg, de ismerősei közül is sokan voltak, akik nem nézték jó szemmel: egyik szomszédja például szégyentelen alaknak nevezte őt, és kijelentette, hogy egy nő, akinek kicsi gyerekei vannak otthon, nem tarthat ilyen szobrokat.
Fekete alkotásai tatakuával vannak kiégetve, és egy guayaiví nevű növény leveleinek füstjével megfüstölve. A művésznek nem csak Latin-Amerika számos városában voltak kiállításai, hanem Spanyolországban, Kínában, Korában, Németországban és az Amerikai Egyesült Államokban is. 2014-ben a paraguayi képviselőház az Orden Nacional al Mérito Comuneros érdemrenddel tüntette ki.
Élete során 13 gyermeke született, közülük 10 fiú és 3 leány. 2017 őszén tüdőbetegsége miatt az itauguái kórházba került, ahol 52 nap múlva elhunyt.

## Képek

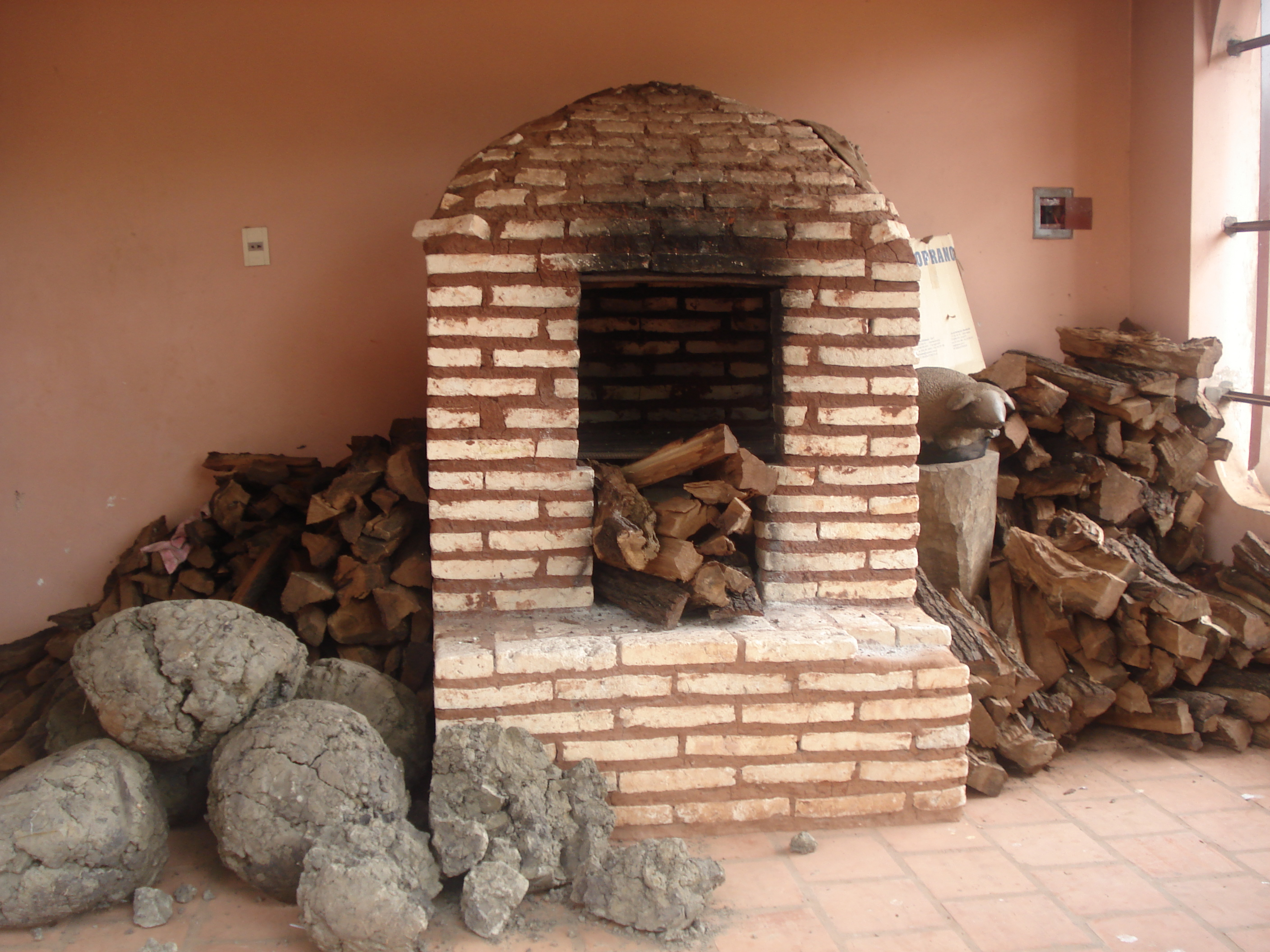
Rosa Brítez kemencéje
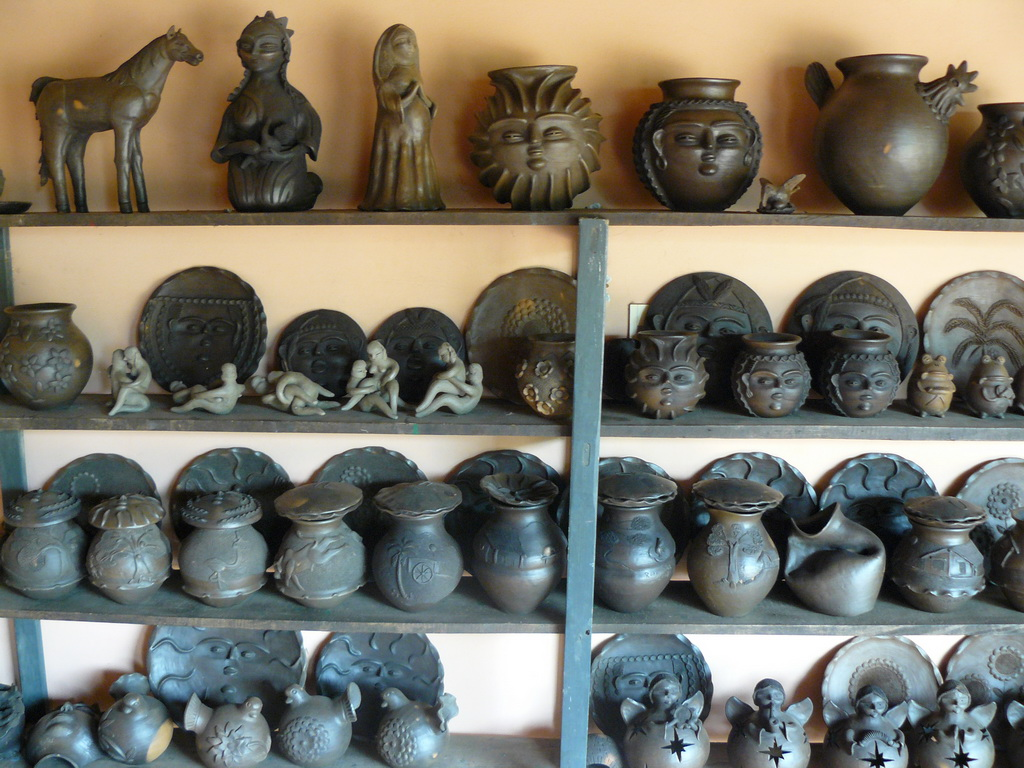
Alkotásainak gyűjteménye (részlet)
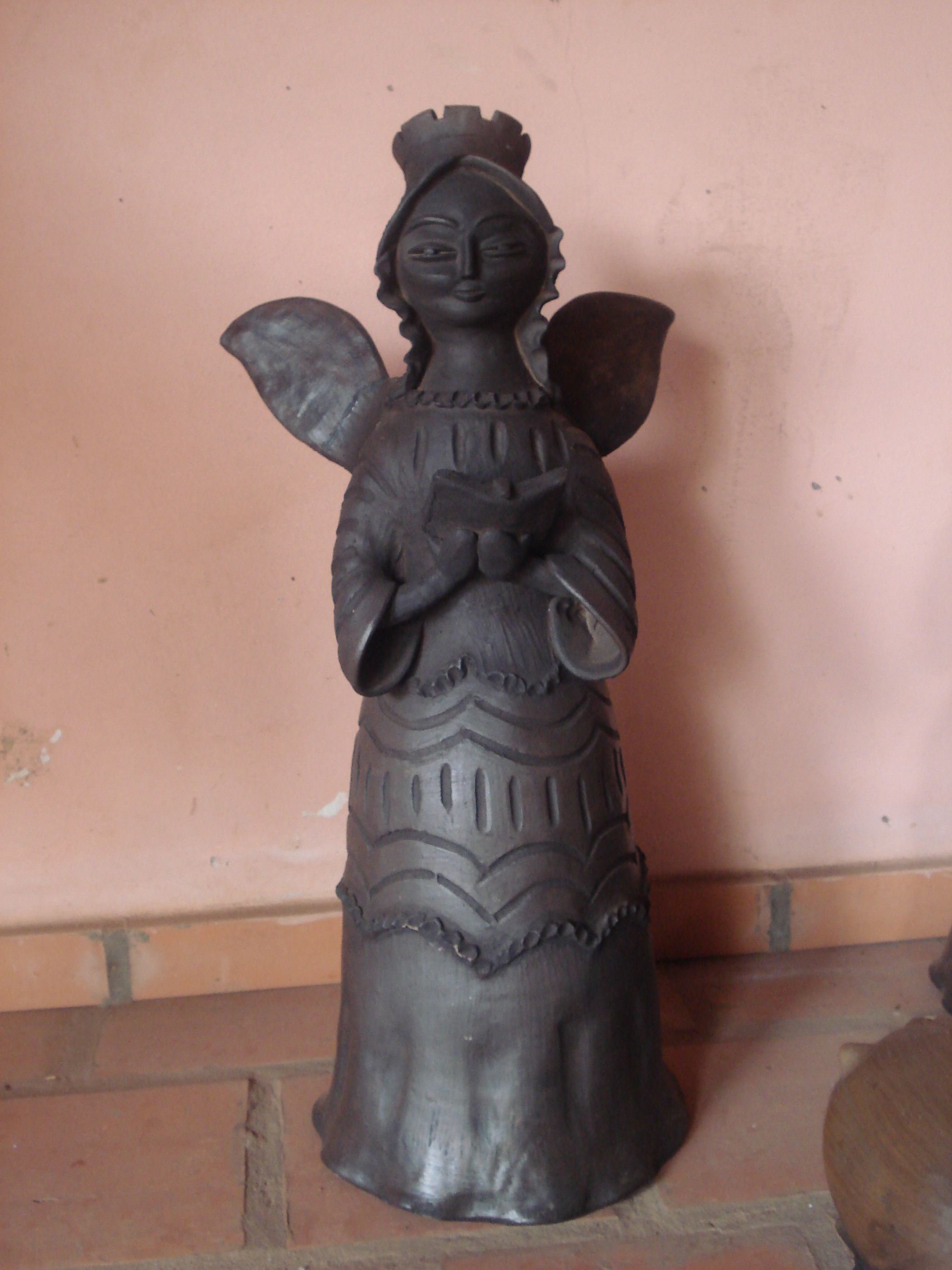
Angyalszerű figura